# طوت
| در نخستین روز طوت, سال ۳۶۲تقویم جدید, استر بعنوان ملکه در دربار امپراتور ایران تاجگذاری نمود. |               |
| شماره ماه:                                                                                    | ۱۰            |
| شمار روزها:                                                                                   | ۲۹            |
| فصل:                                                                                          | زمستان        |
| گاه‌شماری میلادی:                                                                              | دسامبر–ژانویه |

طوت (به عبری: טֵבֵת) چهارمین ماه از تقویم عبری است. طوت ماهی زمستانی و ۲۹ روزه است.